# Лінтон Хоуп
Лінтон Гоуп (англ. Linton Hope; 18 квітня 1863 — 20 грудня 1920) — британський яхтсмен, дворазовий чемпіон літніх Олімпійських ігор 1900, конструктор яхт.
Змагався у класі яхт 3-10 тонн і у вільному класі. Обидві ці гонки його команда виграла.